# Rhinolophus arcuatus
Rhinolophus arcuatus là một loài động vật có vú trong họ Dơi lá mũi, bộ Dơi. Loài này được Peters mô tả năm 1871.